# Миншью, Гарднер
Гарднер Флинт Миншью II (англ. Gardner Flint Minshew II; 16 мая 1996, Фловуд, Миссисипи) — американский футболист, квотербек клуба НФЛ «Лас-Вегас Рэйдерс». На студенческом уровне выступал за команды Восточно-Каролинского университета и университета штата Вашингтон. По итогам сезона 2018 года был признан Игроком года в нападении в конференции Pac-12 и стал лауреатом награды Золотая рука имени Джонни Юнайтаса. На драфте НФЛ 2019 года был выбран в шестом раунде.

## Биография
Гарднер Миншью родился 16 мая 1996 года во Фловуде в штате Миссисипи. Старший из трёх детей в семье. Его отец Флинт играл в футбол на студенческом уровне, он избран в Зал спортивной славы колледжа Миллсап. Миншью учился в старшей школе города Брандон. В выпускной год он в составе её футбольной команды выиграл чемпионат штата, набрав за сезон 3541 ярд с 31 тачдауном. Всего за свою школьную карьеру он набрал 11 222 ярда и сделал 105 тачдаунов. В декабре 2014 года Миншью окончил школу и получил академическую стипендию в Тройском университете в Алабаме. Проведя там полгода, он перевёлся в Северо-Западный общественный колледж в Сенатобии в штате Миссисипи.

### Любительская карьера
В 2015 году Миншью вместе с командой Северо-Западного общественного колледжа выиграл национальный чемпионат. За сезон он набрал пасом 3288 ярдов с 28 тачдаунами при пяти перехватах. В финале плей-офф, который его команда выиграла 66:13, Миншью набрал 421 ярд и заработал пять тачдаунов. После успешного сезона он перевёлся в Восточно-Каролинский университет в Гринвилле.
В сезоне 2016 года Миншью дебютировал в турнире NCAA. Он сыграл в семи матчах команды, в двух из них выходил на поле в стартовом составе. В 2017 году он провёл десять матчей, набрав 2140 ярдов. В декабре 2017 года Миншью окончил университет, получив степень бакалавра в области коммуникаций. В январе 2018 года он получил приглашение поступить в Алабамский университет с перспективой позднее войти в тренерский штаб команды. Он согласился, но затем изменил своё решение и принял предложение главного тренера команды университета штата Вашингтон Майка Лича.
В 2018 году Миншью сыграл за Вашингтон Стейт тринадцать матчей и набрал 4779 ярдов, став вторым в NCAA по этому показателю. Его 38 пасовых тачдаунов стали четвёртым результатом сезона. Он установил несколько рекордов университета, выиграл с командой Аламо Боул, где был признан самым ценным игроком нападения. По итогам сезона Миншью был назван Игроком года в нападении в конференции Pac-12, вошёл в состав сборной звёзд конференции и стал обладателем награды Золотая рука имени Джонни Юнайтаса, присуждаемой лучшему квотербеку, проводящему четвёртый сезон в карьере. В голосовании, определявшем обладателя Хайсман Трофи, Миншью занял пятое место.

#### Статистика выступлений в чемпионате NCAA
| Сезон | Команда                | Игры | Пас | Пас  | Пас  | Пас  | Пас | Пас | Пас | Пас   | Вынос | Вынос | Вынос | Вынос |
| Сезон | Команда                | Игры | Cmp | Att  | Pct  | Yds  | Y/A | TD  | Int | Rtg   | Att   | Yds   | Avg   | TD    |
| ----- | ---------------------- | ---- | --- | ---- | ---- | ---- | --- | --- | --- | ----- | ----- | ----- | ----- | ----- |
| 2016  | Ист Каролина Пайрэтс   | 7    | 119 | 202  | 58,9 | 1347 | 6,7 | 8   | 4   | 124,0 | 20    | -36   | -1,8  | 0     |
| 2017  | Ист Каролина Пайрэтс   | 10   | 174 | 304  | 57,2 | 2140 | 7,0 | 16  | 7   | 129,1 | 18    | -40   | -2,2  | 0     |
| 2018  | Вашингтон Стейт Кугарс | 13   | 468 | 662  | 70,7 | 4779 | 7,2 | 38  | 9   | 147,6 | 58    | 119   | 2,1   | 4     |
| Всего | Всего                  | 30   | 761 | 1168 | 65,2 | 8266 | 7,1 | 62  | 20  | 138,7 | 96    | 43    | 0,4   | 4     |

### Профессиональная карьера
Перед драфтом НФЛ 2019 года аналитик сайта Bleacher Report Мэтт Миллер называл Миншью одним из самых интересных и зрелищных молодых игроков. Он выделял его лидерские качества и харизму, высокую точность передач на коротких маршрутах, хороший уровень атлетизма, игровое чутьё, отсутствие боязни риска. Среди недостатком Миллер отмечал среднюю силу руки, небольшой по меркам НФЛ рост, небольшой опыт игры на высоком уровне в команде, которая использовала схему игры, не требующую чтения действий защиты по всему полю.
На драфте Миншью был выбран «Джэксонвиллом» в шестом раунде под общим 178 номером. В мае он подписал с клубом четырёхлетний контракт. К дебютному сезону в лиге он готовился в статусе дублёра Ника Фоулса, но тот уже в первом матче чемпионата сломал ключицу. Получив место в стартовом составе, Миншью сыграл в четырнадцати матчах регулярного чемпионата, одержав шесть побед. Он набрал 3271 ярд с 21 тачдауном при шести перехватах. Благодаря яркому образу Миншью быстро завоевал популярность у болельщиков. По ходу регулярного чемпионата он продемонстрировал способность читать действия защиты и высокую эффективность при бросках на приоритетного принимающего. Если основной ресивер оказывался закрыт, то результативность его передач снижалась. Во многих эпизодах Миншью передерживал мяч. Отмечалось, что он редко делал дальние передачи — всего 11 % от общего числа попыток паса. Консервативность его игры объяснялась боязнью совершить ошибку. Кроме этого, «Джагуарс» не хватало ещё одного принимающего в пару к Ди Джею Чарку, а группа тайт-эндов команды стала одной из худших в лиге по игре в пасовом нападении. Обозреватель Sports Illustrated Гас Лог оценил сезон Миншью как успешный для новичка, но его дальнейшие перспективы в лиге оставались неясными.
Сезон 2020 года сложился для Миншью неудачно. Команда завершила чемпионат всего с одной победой в шестнадцати матчах, а обозреватель Bleacher Report Кристофер Нокс назвал выступление квотербека одним из главных разочарований года. Несколько игр он пропустил из-за травмы пальца, а после восстановления проиграл борьбу за место в основном составе. Всего за сезон Миншью сыграл девять матчей, набрав 2259 ярдов с 16 тачдаунами при пяти перехватах. Он продолжал передерживать мяч, что привело к 27 полученным сэкам. По итогам сезона «Джагуарс» получили право первого выбора на драфте, где с высокой вероятностью выбрали бы квотербека Тревора Лоуренса. После окончания чемпионата в отставку был отправлен и тренерский штаб команды. Всё это ставило будущее Миншью в «Джэксонвилле» под сомнение.
Во время предсезонных сборов летом 2021 года он провёл за «Джагуарс» два матча, набрав 196 ярдов и бросив два перехвата. В августе стартовым квотербеком команды был назван новичок Тревор Лоуренс, а спустя несколько дней «Джэксонвилл» обменял Миншью в «Филадельфию» на условный выбор шестого раунда драфта 2022 года. Пятого декабря он впервые вышел в стартовом составе «Иглз», набрав 242 ярда с двумя тачдаунами в матче против «Нью-Йорк Джетс». Всего в чемпионате 2021 года он принял участие в четырёх играх команды, набрав пасом 439 ярдов. Сезон 2022 года Миншью провёл в статусе дублёра Джейлена Хертса, сыграв в пяти матчах регулярного чемпионата, в том числе двух в стартовом составе. Он набрал пасом 663 ярда с тремя тачдаунами при трёх перехватах. После окончания сезона он получил статус свободного агента.
В марте 2023 года Миншью подписал однолетний контракт с клубом «Индианаполис Колтс». Сумма соглашения составила 3,5 млн долларов, ещё 2 млн он мог заработать в виде бонусов.
14 марта 2024 года Миншью подписал двухлетний контракт с «Лас-Вегас Райдерс».

#### Статистика выступлений в НФЛ

##### Регулярный чемпионат
| Сезон | Команда              | Игры | Пас | Пас  | Пас  | Пас   | Пас | Пас | Пас | Пас   | Вынос | Вынос | Вынос | Вынос |  |
| Сезон | Команда              | Игры | Cmp | Att  | Pct  | Yds   | Y/A | TD  | Int | Rtg   | Att   | Yds   | Avg   | TD    |  |
| ----- | -------------------- | ---- | --- | ---- | ---- | ----- | --- | --- | --- | ----- | ----- | ----- | ----- | ----- |  |
| 2019  | Джэксонвилл Джагуарс | 14   | 285 | 470  | 60,6 | 3271  | 7,0 | 21  | 6   | 91,2  | 67    | 344   | 5,1   | 0     |  |
| 2020  | Джэксонвилл Джагуарс | 9    | 216 | 327  | 66,1 | 2259  | 6,9 | 16  | 5   | 95,9  | 29    | 153   | 5,3   | 1     |  |
| 2021  | Филадельфия Иглз     | 4    | 41  | 60   | 68,3 | 439   | 7,3 | 4   | 1   | 104,8 | 9     | 21    | 2,3   | 0     |  |
| 2022  | Филадельфия Иглз     | 5    | 44  | 76   | 57,9 | 663   | 8,7 | 3   | 3   | 83,4  | 7     | 3     | 0,4   | 1     |  |
| 2023  | Индианаполис Колтс   | 17   | 305 | 490  | 62,2 | 3305  | 6,7 | 15  | 9   | 84,6  | 34    | 100   | 2,9   | 3     |  |
| 2024  | Лас-Вегас Рэйдерс    | 2    | 55  | 71   | 77.5 | 533   | 7,5 | 2   | 2   | 95,6  | 4     | 4     | 1     | 0     |  |
| Всего | Всего                | 51   | 946 | 1494 | 63,3 | 10470 | 7   | 61  | 26  | 90.4  | 150   | 625   | 4,2   | 5     |  |

##### Плей-офф
| Сезон | Команда          | Игры | Пас | Пас | Пас | Пас | Пас | Пас | Пас | Пас | Вынос | Вынос | Вынос | Вынос |
| Сезон | Команда          | Игры | Cmp | Att | Pct | Yds | Y/A | TD  | Int | Rtg | Att   | Yds   | Avg   | TD    |
| ----- | ---------------- | ---- | --- | --- | --- | --- | --- | --- | --- | --- | ----- | ----- | ----- | ----- |
| 2022  | Филадельфия Иглз | 2    | 0   | 0   | 0,0 | 0   | 0,0 | 0   | 0   | 0,0 | 2     | -2    | -1,0  | 0     |
| Всего | Всего            | 2    | 0   | 0   | 0,0 | 0   | 0,0 | 0   | 0   | 0,0 | 2     | -2    | -1,0  | 0     |